# Rahmenkollektivvertrag
Ein Rahmenkollektivvertrag war ein übergeordneter Tarifvertrag in der DDR zwischen Gewerkschaften und den betrieblichen oder staatlichen Leitungen, der unmittelbar galt und Grundlage für nachgeordnete Tarifverträge (z. B. Betriebskollektivverträge) oder Vereinbarungen war. Im bundesdeutschen Arbeitsrecht gab es keine Rahmenkollektivverträge.

## Tarifpartner
Im Arbeitsrecht der DDR, das keine Tarifautonomie kannte, dienten die RKV dazu, ausgehend von den gesetzlich verankerten Volkswirtschaftsplänen sowie sonstigen allgemeinen gesetzlichen Bestimmungen die Lohn- und Arbeitsverhältnisse in den einzelnen Wirtschaftsbranchen zu regeln. RKV wurden zumeist zwischen Fachministerien, Vereinigungen Volkseigener Betriebe (VVB) oder Kombinaten einerseits sowie den Einzelgewerkschaften des Freien Deutschen Gewerkschaftsbunds (FDGB) andererseits abgeschlossen. Darüber hinaus kamen RKV auch zwischen zentralen genossenschaftlichen Leitungsinstanzen und den Räten der Bezirke einerseits sowie dem FDGB-Bundesvorstand und den Bezirksvorständen andererseits zustande, um die Lohn- und Arbeitsbedingungen für genossenschaftliche Einrichtungen und die bezirksgeleitete volkseigene Wirtschaft zu regeln.
Die RKV mussten in jedem Fall vor ihrem Inkrafttreten beim Staatskomitee bzw. Staatssekretariat für Arbeit und Löhne registriert werden.
Für private Betriebe dagegen, insbesondere also in Handwerk und Kleingewerbe, wurden zwischen den Handwerkskammern bzw. den Industrie- und Handelskammern einerseits sowie den Einzelgewerkschaften des FDGB andererseits die mit dem traditionellen Begriff "Tarifvertrag" bezeichneten Vereinbarungen abgeschlossen.

## Inhalte
In die RKV waren laut Gesetzbuch der Arbeit (GBA) von 1961 und laut Arbeitsgesetzbuch der DDR (AGB) von 1977 vor allem nähere Bestimmungen über den Arbeitslohn, die Arbeitszeit und den Erholungsurlaub aufzunehmen. Da in den Volkswirtschaftsplänen (z. B. im jeweiligen Sieben- oder Fünfjahresplan) bereits konkrete Vorgaben für die lohnpolitische Entwicklung enthalten waren und das Staatskomitee für Arbeit und Löhne bzw. das daraus hervorgehende Staatssekretariat für Arbeit und Löhne mit dem BuV bereits vorab entsprechende Eingruppierungsgrundsätze für die Branchen vereinbarten, waren die Gestaltungsspielräume bei Abschluss der RKV nur gering.

## Tarifkonflikte
Ein geregeltes Verfahren für den Austrag von Meinungsverschiedenheiten der beiden vertragschließenden Parteien bestand nicht. Vielmehr sahen sie sich i. d. R. veranlasst, Meinungsverschiedenheiten, so es sie denn gab, grundsätzlich zurückzustellen, um gemeinsam möglichst günstige Bedingungen für „ihre“ Branche oder „ihr“ Kombinat gegenüber der Staatlichen Plankommission zu erreichen.

## Beispiele
- Rahmenkollektivvertrag für die Beschäftigten der Deutschen Reichsbahn
- Tarifvertrag der volkseigenen Güter, in Kraft getreten im November 1949[2]

## Ausländische Regelungen

### Österreich
Ein Rahmenkollektivvertrag gilt zumeist für Wirtschaftszweige die aus mehreren Branchen bestehen, die einander ähnlich sind. In solchen Kollektivverträgen wird ein Grundstandard vereinbart, der für alle Branchen gleich ist. Durch Zusatzkollektivverträge können in weiterer Folge darüber hinaus spezifische Regelungen für einzelne Branchen abgeschlossen werden.
Durch die Zusammenfassung der Branchen bei den Verhandlungen wird zumeist die Verhandlungsposition der Arbeitnehmer gestärkt. Gleichzeitig werden aber die Verhandlungen schwieriger und aufwändiger, da verschiedene Gruppeninteressen vereinigt werden müssen.
- Rahmenkollektivvertrag für die Angestellten der Industrie, der zwischen GPA-djp und Bundessektion Industrie der WKÖ abgeschlossen wird.
- Rahmenkollektivvertrag für ArbeitnehmerInnen in der Mineralölindustrie Österreichs in der geltenden Fassung vom 1. Februar 2019. Dieser Kollektivvertrag wird abgeschlossen zwischen dem Fachverband der Mineralölindustrie Österreichs einerseits und dem Österreichischen Gewerkschaftsbund, Gewerkschaft der Privatangestellten, Druck, Journalismus, Papier und der Gewerkschaft PRO-GE andererseits.[4]
- Rahmenkollektivvertrag für Arbeiterinnen/Arbeiter in der Denkmal-, Fassaden- und Gebäudereinigung, im sonstigen Reinigungsgewerbe und in Hausbetreuungstätigkeiten gültig ab 1. Januar 2020. Dieser Rahmenkollektivvertrag, im Folgenden kurz Kollektivvertrag genannt, wird zwischen der Bundesinnung der Chemischen Gewerbe und der Denkmal-, Fassaden- und Gebäudereiniger einerseits und dem Österreichischen Gewerkschaftsbund, Gewerkschaft vida, andererseits abgeschlossen.[5]
- Rahmenkollektivvertrag für Angestellte der Industrie in der für Angestellte der Großbäcker (vormals Brotindustrie) geltenden Fassung mit Gehaltsordnung und Zusatzkollektivverträgen STAND 1. OKTOBER 2016 (1. NOVEMBER 2016). Der Kollektivvertrag wird vereinbart zwischen der Sektion Industrie der Bundeskammer der gewerblichen Wirtschaft einerseits und dem Österreichischen Gewerkschaftsbund, Gewerkschaft der Privatangestellten, Sektion Industrie und Gewerbe, andererseits.[6]

### Schweiz
- Gesamtarbeitsvertrag

### Angelsächsischer Raum
Als ein Äquivalent in angelsächsischen Ländern kann das als Collective Agreement bezeichnete Abkommen zwischen den Arbeitsmarktparteien angesehen werden, das allerdings in einer vollkommen anderen Rechtstradition gründet.